# Azida de tosila
Azida de tosila é um composto orgânico, um reagente usado em síntese orgânica.

## Usos
Azida de tosila é usado para a introdução de grupos funcionais azida e diazo. É também usado como uma fonte de nitreno e como um substrato para reações de cicloadição [3+2].